# Байахметов, Бакытжан Какенкаджиевич
Бакытжан Какенкаджиевич Байахметов (род. 28 августа 1970 года, Аягоз, Семипалатинская область, Казахская ССР, СССР) — казахский политический и государственный деятель. Аким города Аягоза (2010—2014), Уланского района (2014), Аягозского района (2014—2019). Аким Семея (2021—2022). Депутат сената парламента Казахстана от Абайской области (с августа 2022 года по январь 2023 года).

## Биография
Бакытжан Какенкаджиевич Байахметов родился 28 августа 1970 года в городе Аягоз, Семипалатинской области Казахстана. В 1992 и 2008 годах получил два высших образования по специальностям «инженер-электрик» и «экономист», окончив Казахский национальный аграрный университет и Центрально-Азиатский университет.
Трудовой путь начал в 1992 году инженером на предприятии «Алтайэнерго» Аягузские электрические сети. Проработал в сфере электроснабжения до 2005 года, дойдя до руководящих должностей. С 2005 по 2008 год занимал должность заместителя акима Аягозского района. В разные годы работал в Министерстве культуры и информации, Министерстве охраны окружающей среды.
С 2010 по 2014 год был акимом родного города Аягоз. Далее возглавлял Уланский (с 9 июля 2014 года по 29 декабря 2014 года) и Аягозский (с 30 декабря 2014 года по 17 апреля 2019 года) районы. С 18 апреля 2019 года по 27 июня 2021 год работал в должности заместителя акима Восточно-Казахстанской области.
28 июня 2021 года Байахметов стал акимом Семея.
С августа 2022 года по январь 2023 года — депутат сената парламента Казахстана от Абайской области.
С января по июль 2023 года — руководитель аппарата акима Восточно-Казахстанской области.
С июля 2023 года — заместитель акима Восточно-Казахстанской области.